# Daniel és a szuperkutyák
A Daniel és a szuperkutyák (Daniel and the Superdogs) egy 2004-ben bemutatott kanadai-brit filmdráma.

## A történet
|  | Alább a cselekmény részletei következnek! |

Daniel édesanyjának halála után az édesapja elvitte a család kutyáját egy menhelyre, ahol találtak neki egy gazdát. A kutya az új gazdáitól megszökött és elindult, hogy visszamenjen Danielékhez. Danielnek is hiányzott a kutyája, ezért úgy döntött, hogy édesapja tudta nélkül a menhelyről hazavisz egy másik kutyát. A kiválasztott kutyát Chipsi-nek hívják. Daniel elbújtatta Chipsi-t a szekrényben. A kutya azonban egyszer csak kirohan a szekrényből. Édesapja az új kutyát látva mérges lesz Danielre és visszaviszi a kutyát a menhelyre. Chipsi később új gazdát kap. Daniel nagyon szomorú, nem csak az édesanyját veszítette el, hanem a kedvenc kutyáját is. Bánatában a menhelyen minden ketrecből kiengedi a kutyákat, akik elszöknek. A menhely üzemeltetőjének édesanyja tiltakozik az ellen, hogy a régi kutyaversenyekre kifejlesztett aréna helyére parkolót, és bevásárló központot építsenek. A bevásárlóközpont terveit Daniel apja készítette. Egy kedves úr hazahozza a kocsiján az elszökött kutyákat, de sajnos az egyiket, Picasso-t véletlenül elütötte. A menhely üzemeltetőjének kislánya, aki mellesleg szerelmes Daniel-be, nagyon haragszik az elszökött kutyák miatt és nem akarja többé látni Danielt. Nadine néni az iskolai pszichológus, segít megértetni a kislánnyal, hogy mi  játszódik le Danielben. Végül a kislány elmegy Danielhez és bocsánatot kér tőle. Daniel is bocsánatot kér, de a lány azt mondja, hogy ő nem így szokott bocsánatot kérni, erre Daniel megcsókolja. Chipsi visszakerül Danielhez, mert az új gazdája nem bírta idegekkel az eleven kutyust. A menhely üzemeltetőjének édesanyja megnyeri a beruházás ellen indított pert, és újra megrendezik A szuperkutyák versenyt. Daniel Chipsivel együtt indul. Később a menhelyen megjelenik Daniel édesanyjának kutyája és Daniel ennek nagyon megörül. Chipsi pedig bajnok lesz.

## Szereplők
| Szerep        | Színész           | Magyar hang |
| ------------- | ----------------- | ----------- |
| Daniel        | Matthew Harbour   |             |
| Claire Martin | Claire Bloom      |             |
| Colin         | William Phan      |             |
| Igazgató      | Dorothée Berryman |             |
| William       | Wyatt Bowen       |             |
| William anyja | Annie Chaplin     |             |
| az ezredes    | Jan Rubes         |             |

## Külső hivatkozások
- Daniel és a szuperkutyák a PORT.hu-n (magyarul)